# Andrée Blouin
Andrée Blouin (16 tháng 12 năm 1921 - 1986) là một nhà hoạt động chính trị, người ủng hộ nhân quyền và nhà văn người Cộng hòa Trung Phi.

## Thơ ấu
Bà là con gái của Josephine Wouassimba, một phụ nữ Banziri và Pierre Gerbillat, một doanh nhân và nhà thám hiểm người Pháp, Andrée Blouin sinh ra ở Bessou, một ngôi làng ở Oubangui-Chari (sau là Cộng hòa Trung Phi). Vào thời điểm Andrée chào đời, mẹ bà mới 14 tuổi và cha bà 41 tuổi. Năm ba tuổi, bà bị cha và vợ mới của ông Henriette Muffsart đưa bà rời xa mẹ và được đưa vào trại trẻ mồ côi của Thánh Giuse Cluny cho các bé gái có chủng tộc lai. Bà đã trải qua 14 năm trong trại trẻ mồ côi trước khi bà và hai cô gái khác bỏ trốn vào năm 1938.

## Cuộc sống cá nhân
Sau khi trốn thoát khỏi trại trẻ mồ côi, Andrée chuyển cùng mẹ đến Brazzaville bắt đầu làm thợ may. Khi đang đi trên một chiếc thuyền trên sông ở Congo, Andrée đã gặp một quý tộc người Bỉ tên là Roger Serruys. Ngay sau đó, Andrée chuyển cùng với Serruys đến Baningville nơi ông được bổ nhiệm làm giám đốc mới của Công ty Kasai của Bỉ. Thất vọng vì sự khăng khăng của Rogers rằng mối quan hệ của họ phải được giữ bí mật, Andrée trở về nhà ở Brazzavile và đã mang thai ba tháng. Bà sinh con gái Rita vào sinh nhật lần thứ 19, ngày 16 tháng 12 năm 1940.
Andrée đã gặp một người Pháp địa phương tên Charles Greutz và họ đã chào đón một cậu con trai René vào sinh nhật lần thứ 21 của bà, ngày 16 tháng 12 năm 1942. Năm hai tuổi, René bị bệnh sốt rét, nhưng bị từ chối điều trị tại các bệnh viện địa phương vì có gốc châu Phi. Cậu bé qua đời ngay sau khi bị biến chứng liên quan đến căn bệnh này. Bị sang chấn bởi những gì đã trải qua, Andrée quyết định rằng Rita không nên lớn lên ở thuộc địa châu Phi và sau khi kết hôn hợp pháp với Greutz, bà và con gái đã chuyển đến Pháp vào năm 1946. Greutz ở lại Bangui để làm việc trong khi Andrée và Rita cư trú với gia đình Greutz ở thị trấn Gebviller ở Alsace.
Andrée trở lại Bangui vào năm 1948 và được biết Charles đang ngoại tình. Bà sớm gặp kỹ sư người Pháp André Blouin, một trong những người đương thời với Charles, người đang được giao nhiệm vụ cho Cục Mỏ Pháp. Hai người yêu nhau, và sau khi cuộc ly dị của Andrée với Greutz được hoàn tất, họ đã kết hôn. Hai người tiếp tục có hai đứa con, một đứa con trai tên Patrick và một đứa con gái tên là Sylviane.

## Hoạt động
Blouin tin rằng cái chết ngay lập tức của đứa con trai nhỏ là động lực chính của bà để trở thành một nhà hoạt động chính trị sau này trong cuộc đời. Cái chết của con trai bà do sốt rét có thể được ngăn chặn bằng thuốc phù hợp, tuy nhiên vì có gốc châu Phi, cậu bé đã bị từ chối điều trị bằng phương pháp y tế thích hợp. Blouin đã phát động một chiến dịch chống lại Luật Quinine cấm các cá nhân có gốc châu Phi, ở vùng xích đạo châu Phi của Pháp nhận được thuốc thích hợp để điều trị bệnh sốt rét
Vào những năm 1950, bà rời bỏ người chồng mới Andre Blouin, một kỹ sư người Pháp và con gái của bà để tới Guinea ủng hộ phong trào độc lập của đất nước. Blouin đã tham gia Sékou Touré, người lãnh đạo Đảng Dân chủ Guinean, trong cuộc chiến giành độc lập từ Pháp. Sau khi bị Tổng thống Pháp Charles de Gaulle trục xuất khỏi Guinea vì hoạt động chính trị của mình, Blouin trở về Trung Phi để hỗ trợ cuộc đấu tranh giành độc lập từ Pháp. Bà đã tổ chức và huy động phụ nữ cho tổ chức Parti Solidaire Africanain một tổ chức có mục tiêu là giải phóng khỏi chế độ thực dân châu Phi. Sau đó, bà trở thành giám đốc giao thức trong chính phủ của Patrice Lumumba được thành lập sau thời kỳ độc lập của Congo từ Pháp. Blouin đã bị trục xuất khỏi Congo ngay trước khi Lumumba bị xử tử bởi các đối thủ chính trị, sau đó bà quyết định định cư tại Paris. Khi ở Châu Âu, bà tiếp tục công việc của mình là một người ủng hộ cho bình đẳng giới và xã hội cũng như công bằng kinh tế ở các nước châu Phi khác nhau.

## Tác phẩm văn học
Cuốn tự truyện My Country, Africa: Autobiography of a Black Pasionaria được xuất bản bằng tiếng Anh năm 1983 